# Amenirdis I
Amenirdis I, também conhecida como Amenirdis, a Antiga de origem cuxita, foi a segunda adoradora divina de Ámon. Ocupou o cargo entre 714 e 700 a.C. 
Era filha do rei núbio Cáchita e de Pabatma. O seu irmão, Piiê, invadiu o Egito nos anos de 716 e 715 a.C., tendo obrigado Xepenupete I, filha de Osocor III a adoptá-la como sua filha e consequentemente a ser sua sucessora no cargo de adoradora divina. Este cargo não teve apenas funções espirituais, mas também políticas. A ocupação por parte de Amenirdis desta posição foi uma garantia de controlo da região de Tebas por parte do seu irmão Pié. 
Amenirdis ocupou o cargo não só durante o tempo do seu irmão, mas dos seus sobrinhos Xabaca e Xabataca. Para a suceder, adoptou como filha a sua sobrinha Xepenupete II.
Em 1858 o arqueólogo francês Auguste Mariette encontrou em Carnaque uma estatueta que a representa ao colo do deus Amon. 
A capela funerária de Amenirdis encontra-se no interior do templo funerário de Medinet Habu, onde se podem observar vários relevos que a mostram a realizar oferendas a Amon em nome do rei.
Amenirdis serviu como inspiração para a personagem homónima na ópera de Verdi Aida, cujo cenário foi escrito por Mariette, embora a personagem não corresponda historicamente à verdadeira Amenirdis. 